# ケンジントン・ガーデンズ

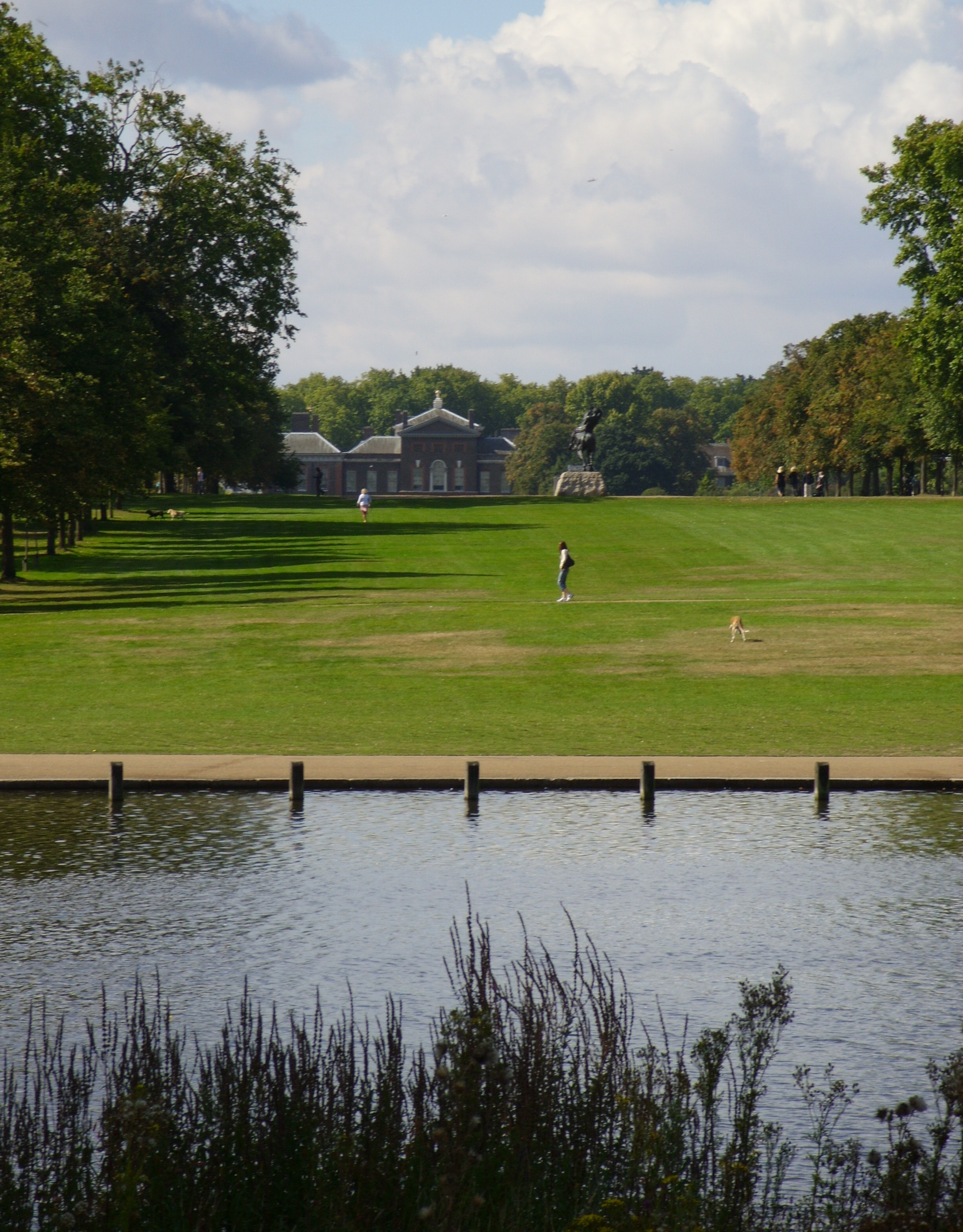
ケンジントン・ガーデンズ及びケンジントン宮殿

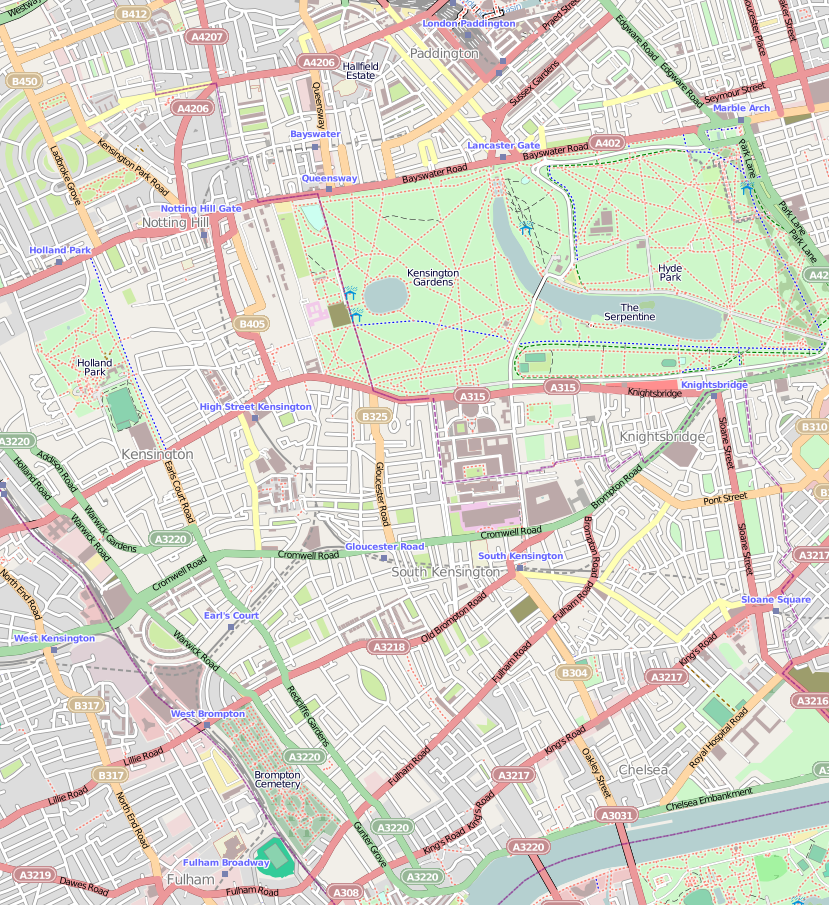
位置。紫の点線が区境。

ケンジントン・ガーデンズ (Kensington Gardens) は、ロンドンのハイド・パーク西方に存在する王立公園。区域の大部分はシティ・オブ・ウェストミンスターになる。ケンジントン宮殿など一部はケンジントン・アンド・チェルシー区に帰属している。総面積は111ヘクタール（275エーカー） 。
ハイド・パークの一部と見なされることがあるが、ウェスト・キャリッジ・ドライヴ (The Ring) が境界となてっている。これら二つの公園とグリーン・パークおよびセント・ジェームズ・パークによってケンジントンからウェストミンスターに至る緑の環が形成されている。
公園内にはケンジントン宮殿、アルバート記念碑、ピーター・パン像、サーペンタイン・ギャラリー、スピークのモニュメント、ダイアナ妃記念噴水、ダイアナ妃メモリアルプレイグラウンド、ラウンド・ポンド（ラウンド池）などが存在する。

## アクセス
- ロンドン地下鉄　ランカスター・ゲート駅、クイーンズウェイ駅、ハイ・ストリート・ケンジントン駅

## ポピュラー・カルチャー
1906年、ジェームス・マシュー・バリーの小説『ケンジントン公園のピーター・パン』の舞台となり、ピーター・パンがネバーランドへ冒険に行く前日譚が描かれている。1722年、トーマス・ティッケルの詩『Kensington Gardens 』においてケンジントン・ガーデンズの妖精について初めて言及された。双方の作品および登場人物はジョージ・フランプトンが制作したピーター・パン像に表現されている。
ロドリゴ・フレサンの小説『Kensington Gardens 』ではバリーの半生やバリーが作り上げたピーター・パン、バリーおよびフレサンのケンジントン・ガーデンズとの関わりについて描かれている。、
インフォコムのインタラクティブフィクション・ゲーム『Trinity 』はケンジントン・ガーデンズからスタートする。

## ギャラリー

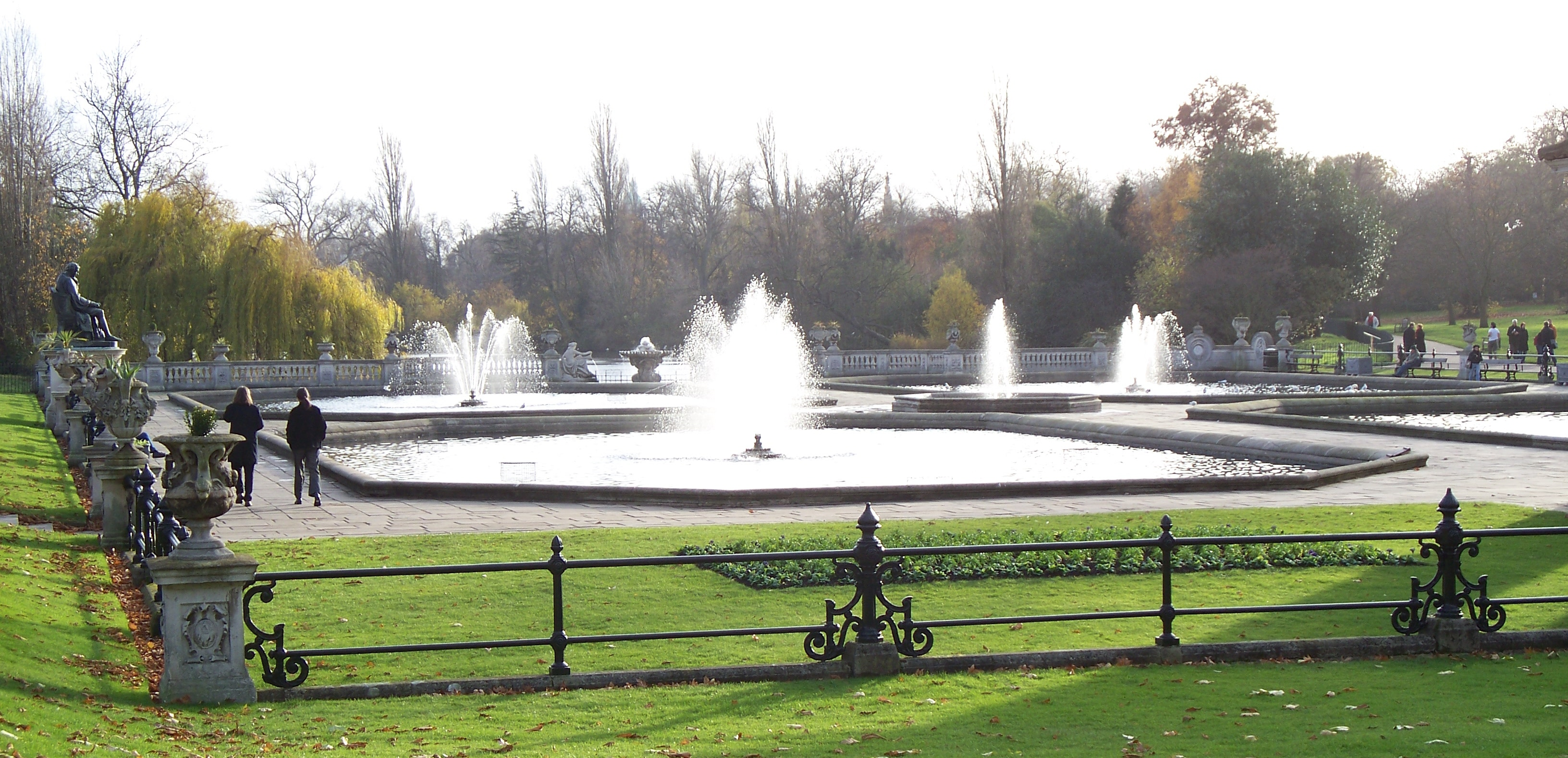
イタリアン・ガーデン・ファウンテン
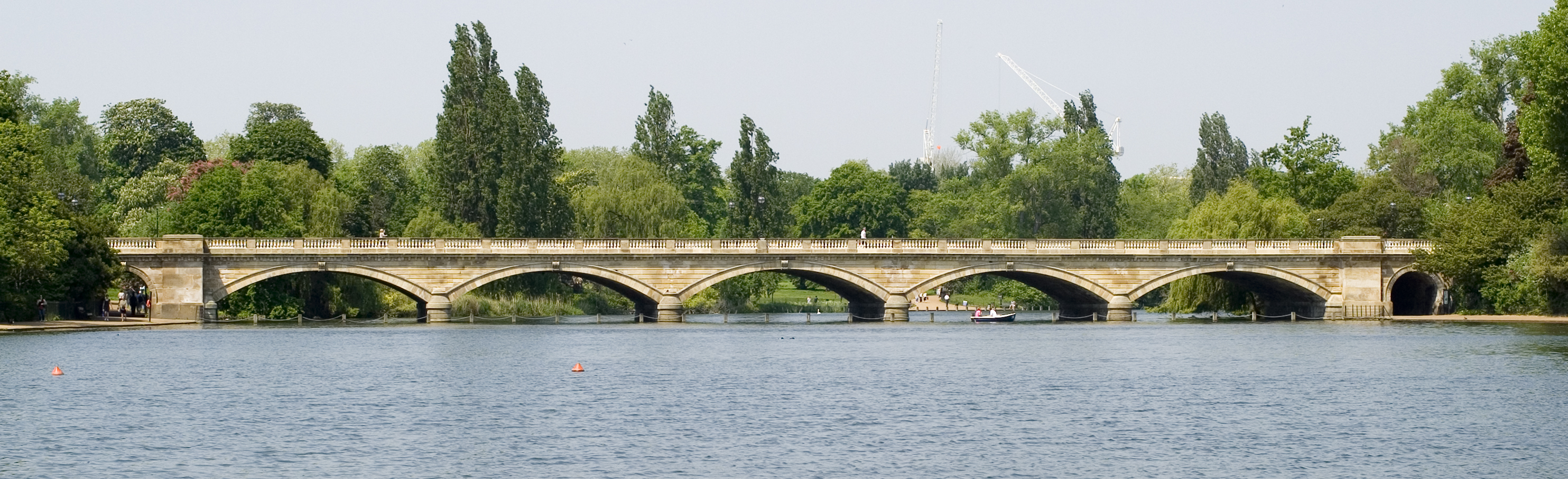
ハイド・パークからのサーペンタイン橋の眺め
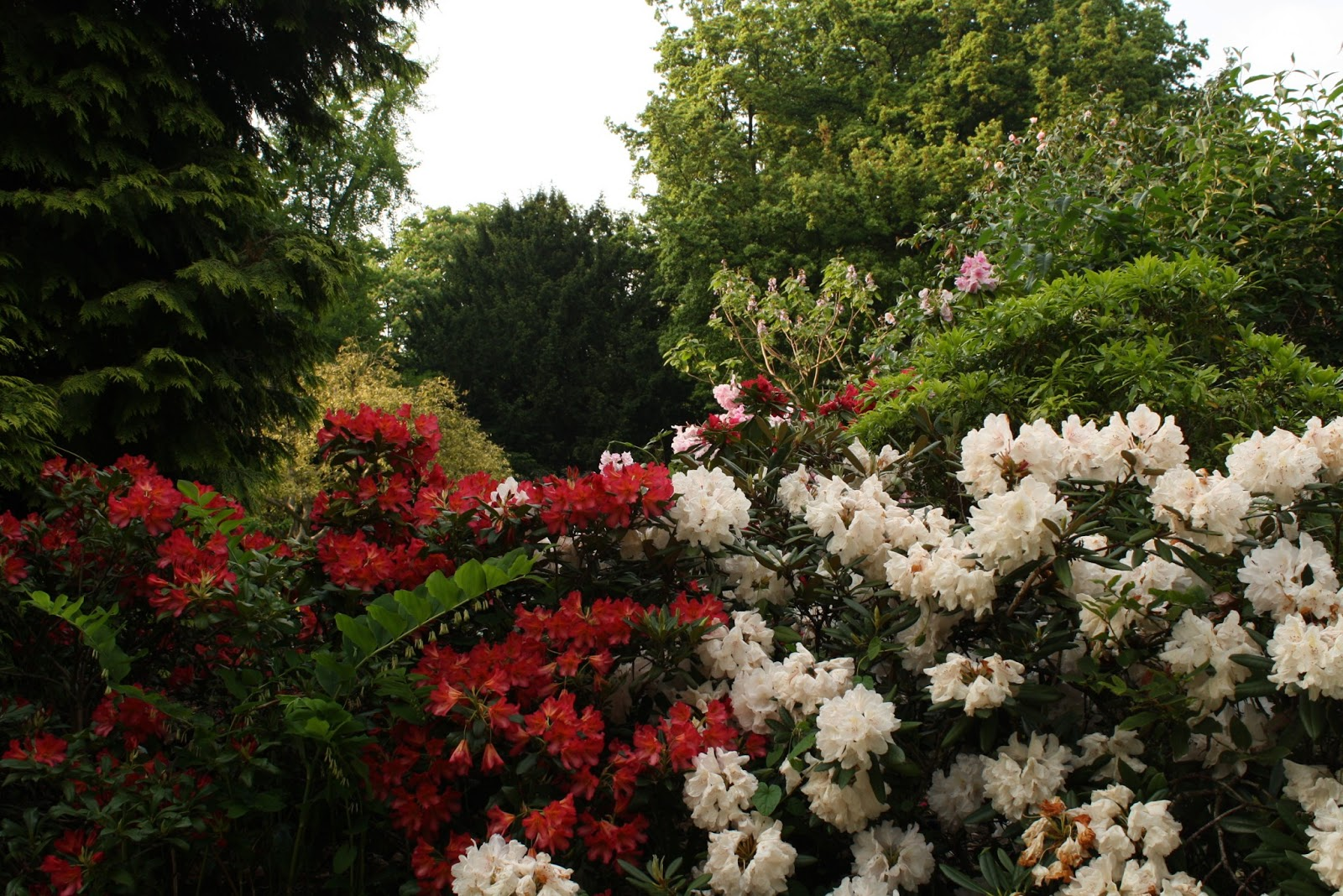
フラワー・ウォーク近く
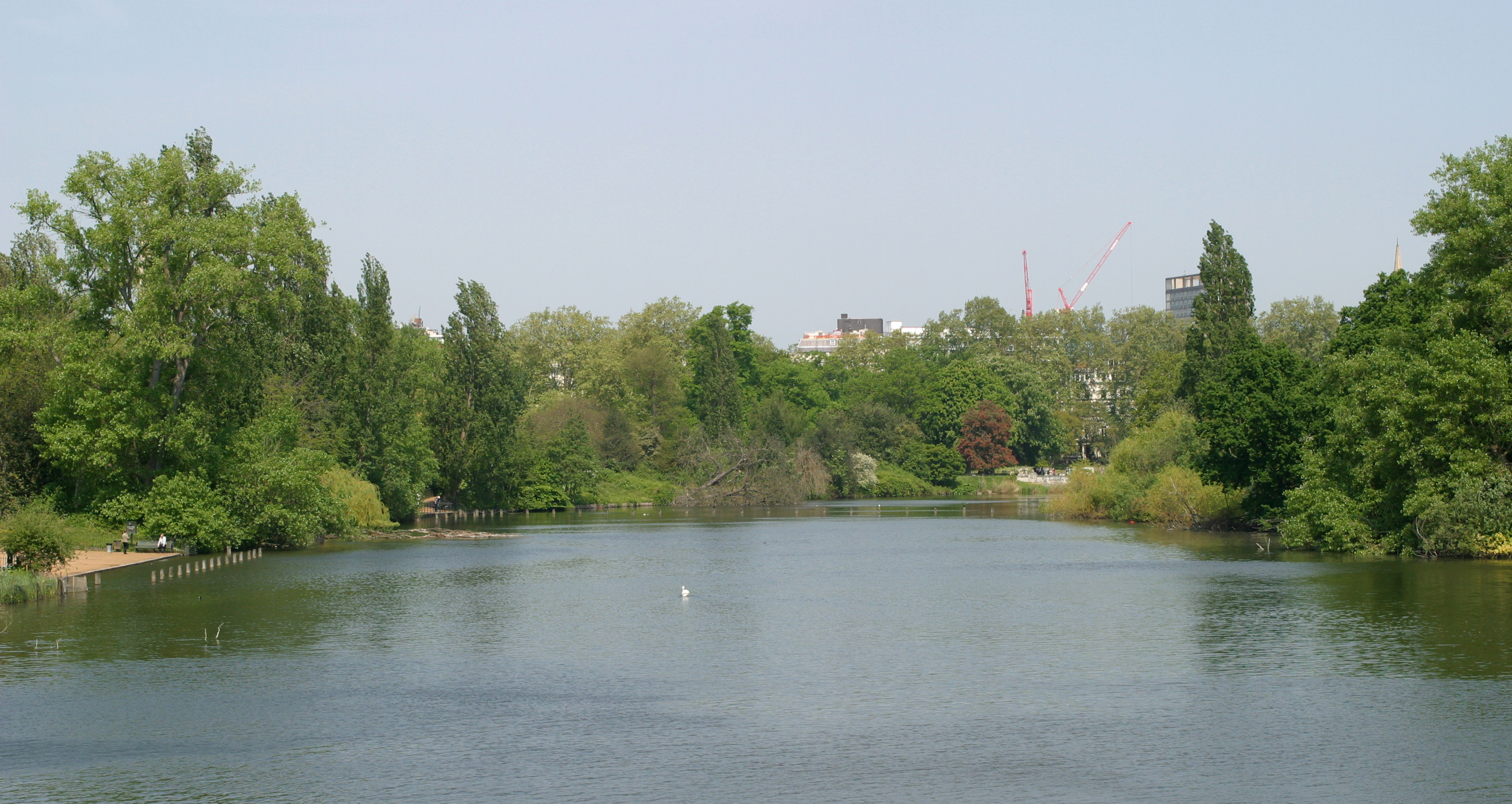
サーペンタイン橋から北西のロング・ウォーター
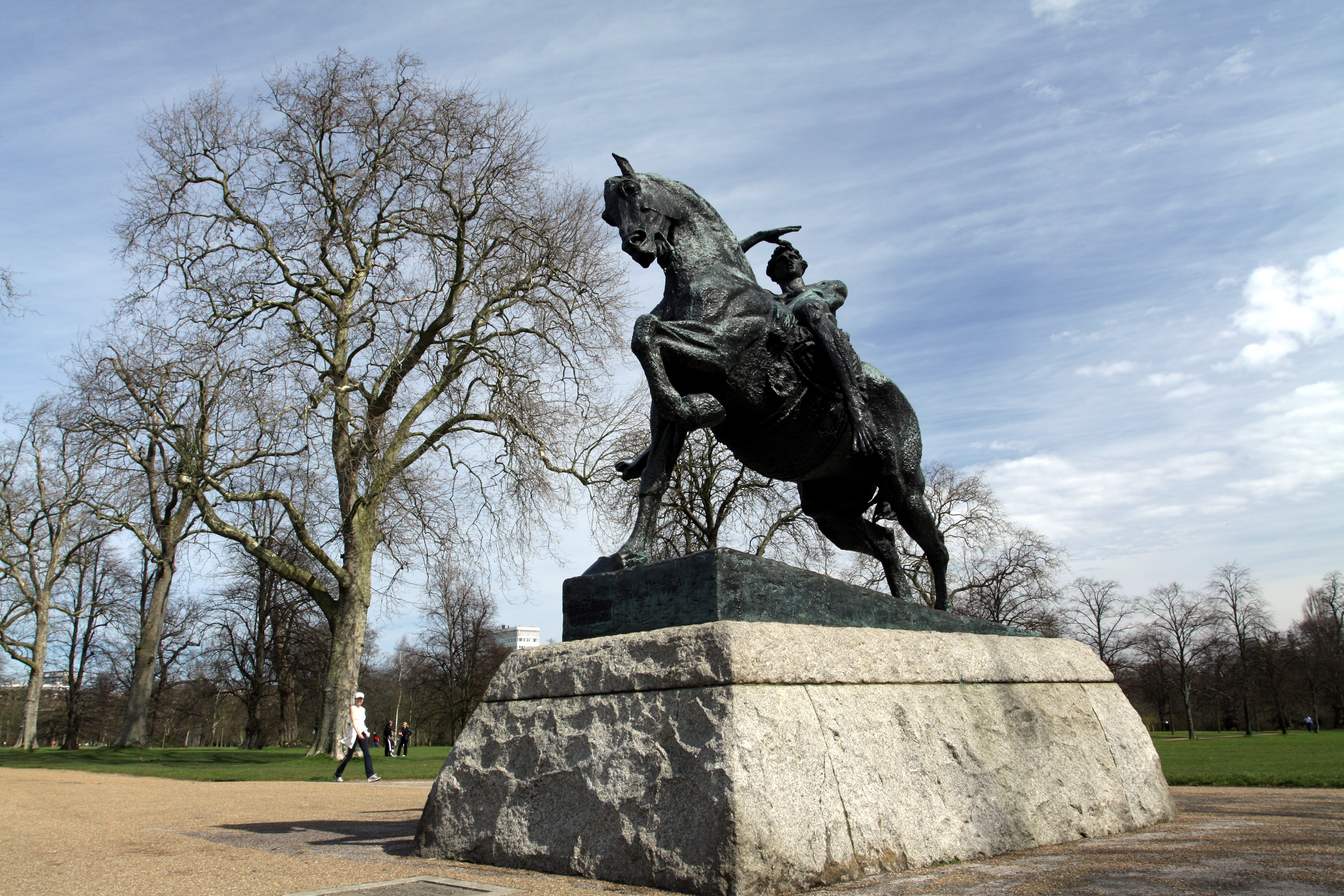
ジョージ・フレデリック・ワッツによるフィジカル・エナジー像
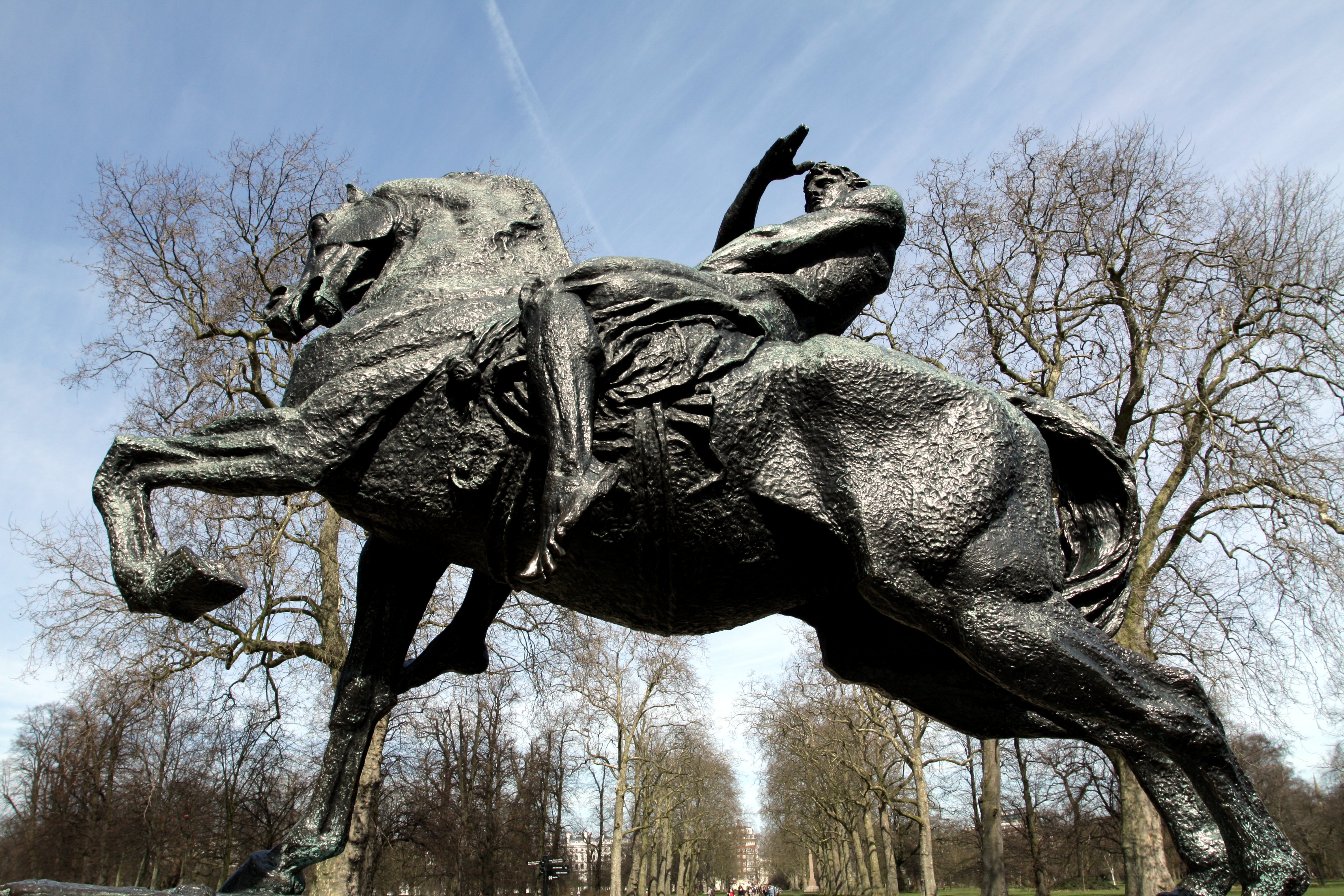
フィジカル・エナジー像
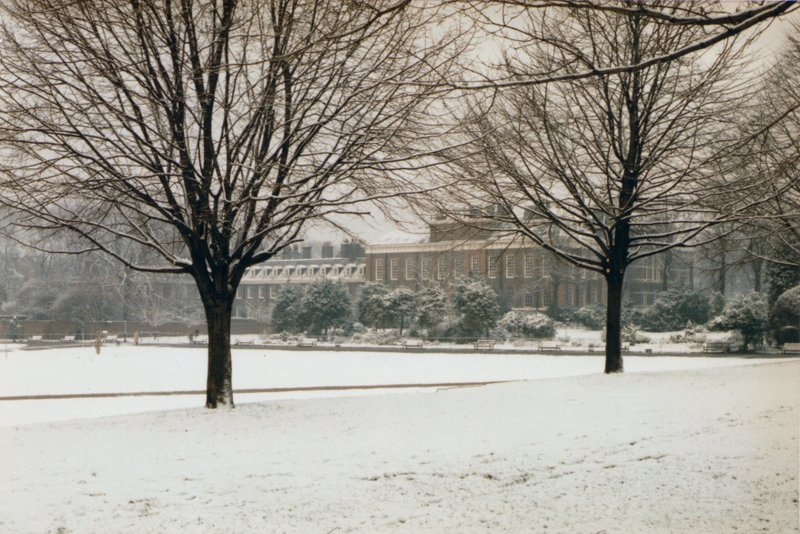
冬のガーデンズおよび宮殿

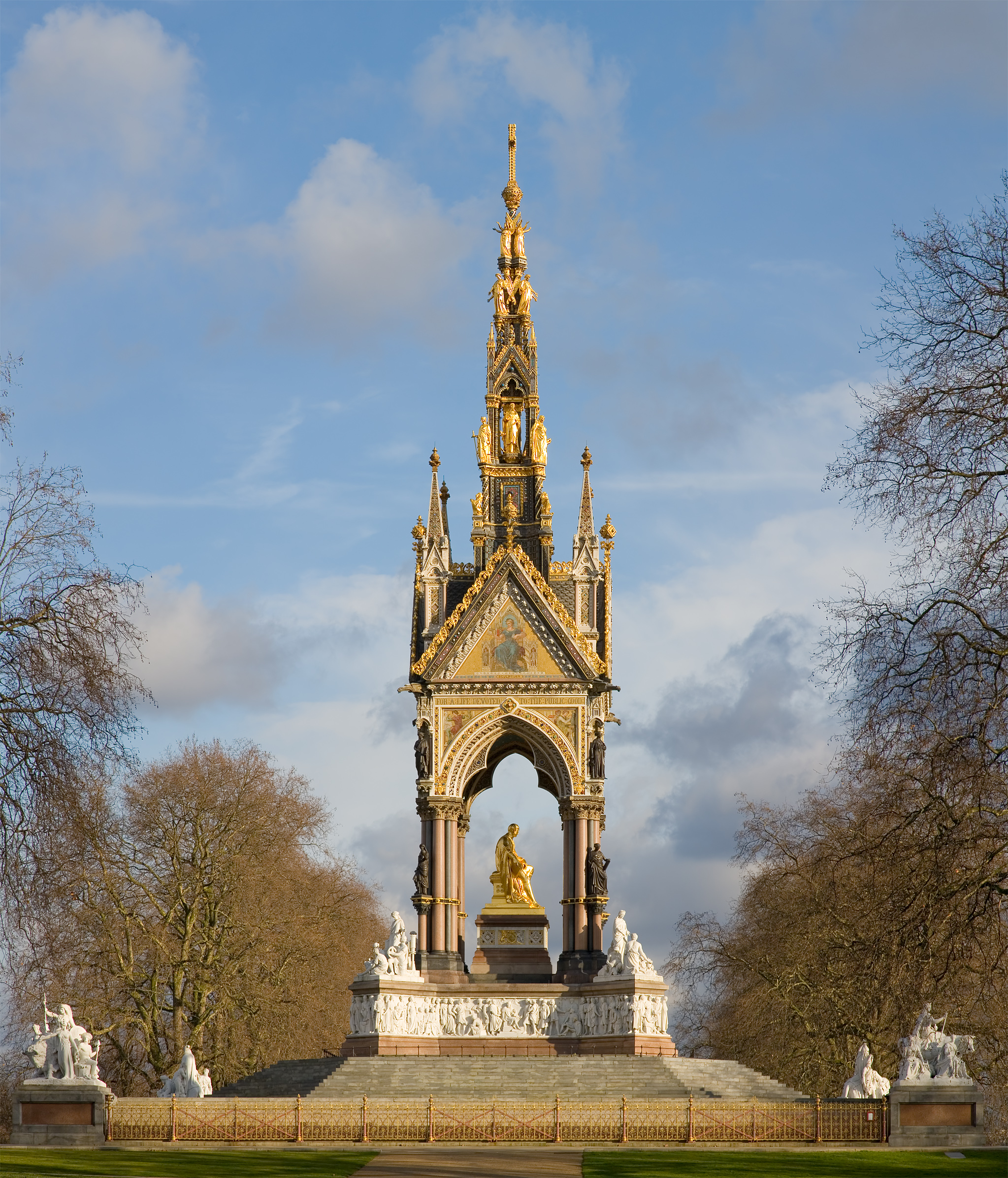
アルバート記念碑
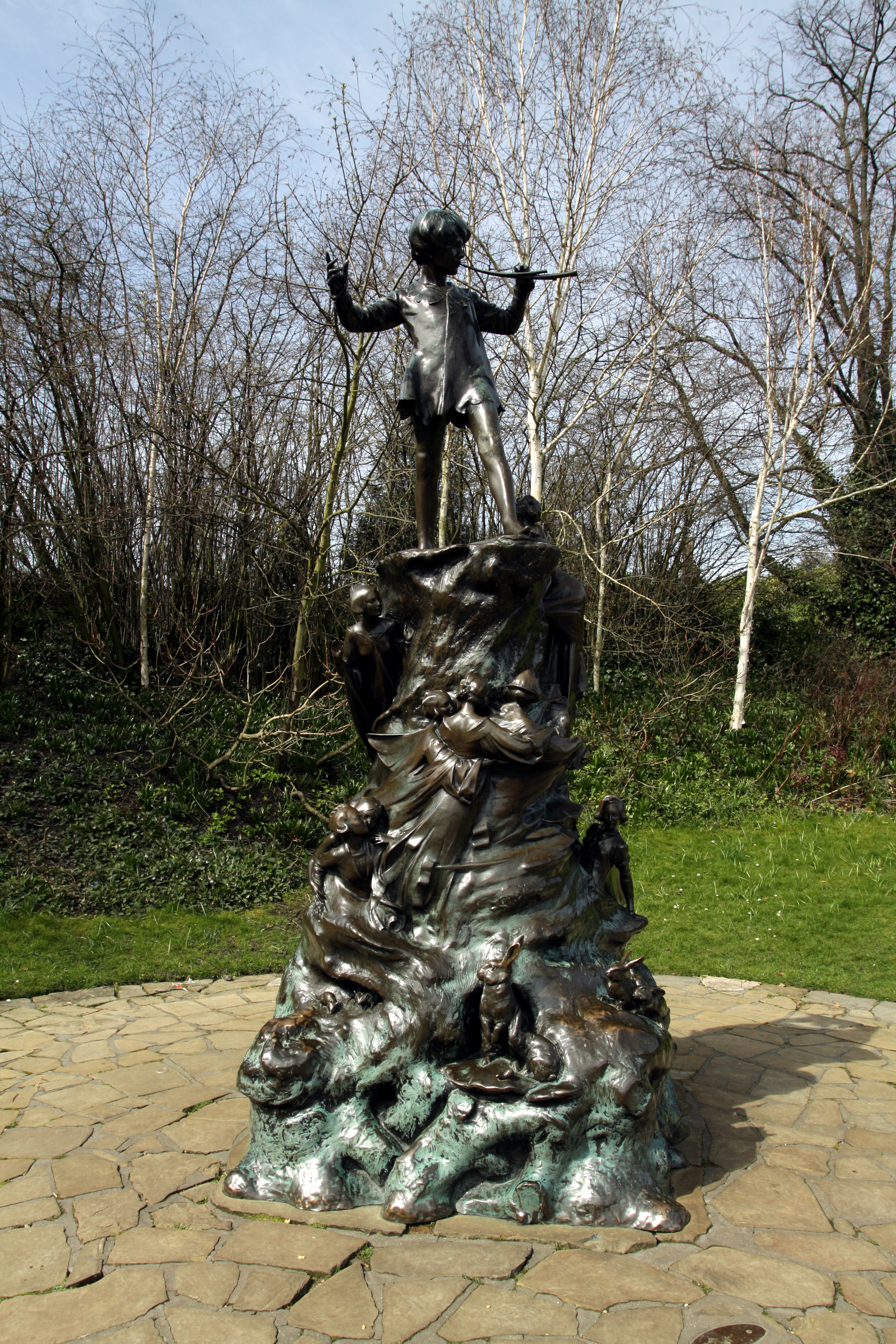
ピーター・パン像
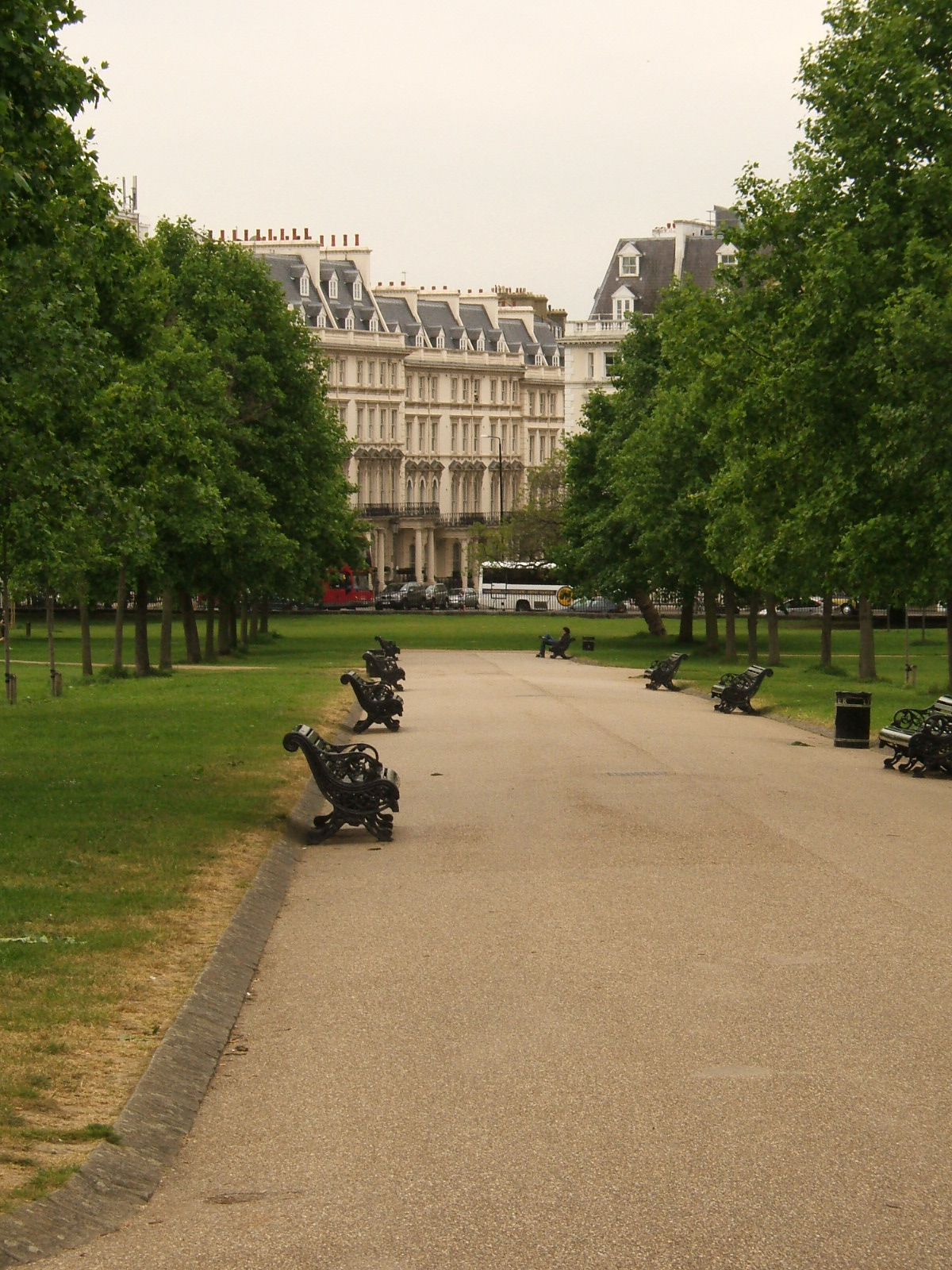
ケンジントン・ガーデンズ